# NGC 5759
NGC 5759 је галаксија у сазвежђу Волар која се налази на NGC листи објеката дубоког неба.
Деклинација објекта је + 13° 27' 22" а ректасцензија 14h 47m 14,9s. Привидна величина (магнитуда) објекта NGC 5759 износи 14,3 а фотографска магнитуда 14,9. NGC 5759 је још познат и под ознакама UGC 9525, MCG 2-38-12, CGCG 76-44, ARAK 460, IRAS 14448+1339, PGC 52797.